# 建设北路站
建设北路站，全称电子科大建设北路站，位于中华人民共和国四川省成都市成华区一环路东一段，是成都地铁6号线的地铁车站，于2020年12月18日启用。

## 车站结构
6号线建设北路站为地下二层13米宽岛式站台车站。
| 地面                             | 0         | 出入口 |
| 地下一层                         | 站厅      | 自助购票、客服中心                                                                                                   |
| 地下二层                         | 6号线站台 | \| \| \| 6号线往望丛祠（前锋路） \| \| 島式 · 開左邊车门 · 无障碍卫生间 \| \| \| \| \| \| 6号线往兰家沟（新鸿路） \| |
|                                  |           | 6号线往望丛祠（前锋路）                                                                                              |
| 島式 · 開左邊车门 · 无障碍卫生间 |           | |
|                                  |           | 6号线往兰家沟（新鸿路）                                                                                              |

## 出入口
本站目前开放4个出入口。
| 编号         | 设施         | 指示                                   | 照片 |
| ------------ | ------------ | -------------------------------------- | ---- |
|              |              | 一环路东一段、电子科技大学沙河校区     |      |
| 出口 · A · 2 |              | 建设北路一段、石油路                   |      |
| 出口 · B     | 无障碍卫生间 | 一环路东一段、猛追湾横街、建设路       |      |
| 出口 · C     | 无障碍电梯   | 一环路东一段、建设中路、建设路、建设巷 |      |

## 未来发展
预计2025年17号线二期开通后，本站将成为6号线和17号线换乘站。
17号线建设北路站为地下四层岛式站台车站，全长348米，宽22.1米，最大埋深30.5米。

## 历史
- 2018年11月30日，6号线建设北路站主体结构封顶，为6号线一环路段第二座封顶车站。
- 2020年12月18日，建设北路站随6号线开通启用。
- 2021年9月10日14时01分，17号线二期工程土建五工区建设北路站防尘降噪施工棚工程施工过程中发生坍塌，造成4人死亡、14人受伤，直接经济损失650余万元人民币。[7]
- 2022年12月23日，17号线二期工程建设北路站主体结构封顶[6]。